# Układ jednostek miar MKS
Układ jednostek miar MKS (Metr Kilogram Sekunda) – układ jednostek miar, którego jednostkami podstawowymi są: metr (m), kilogram (kg) i sekunda (s), pozwalający na pomiar wielkości mechanicznych i dynamicznych.
System został utworzony w 1889 roku, a w 1960 roku został zastąpiony przez układ SI.